# Rumilly-lès-Vaudes
Rumilly-lès-Vaudes is een gemeente in het Franse departement Aube (regio Grand Est) en telt 466 inwoners (2004). De plaats maakt deel uit van het arrondissement Troyes.

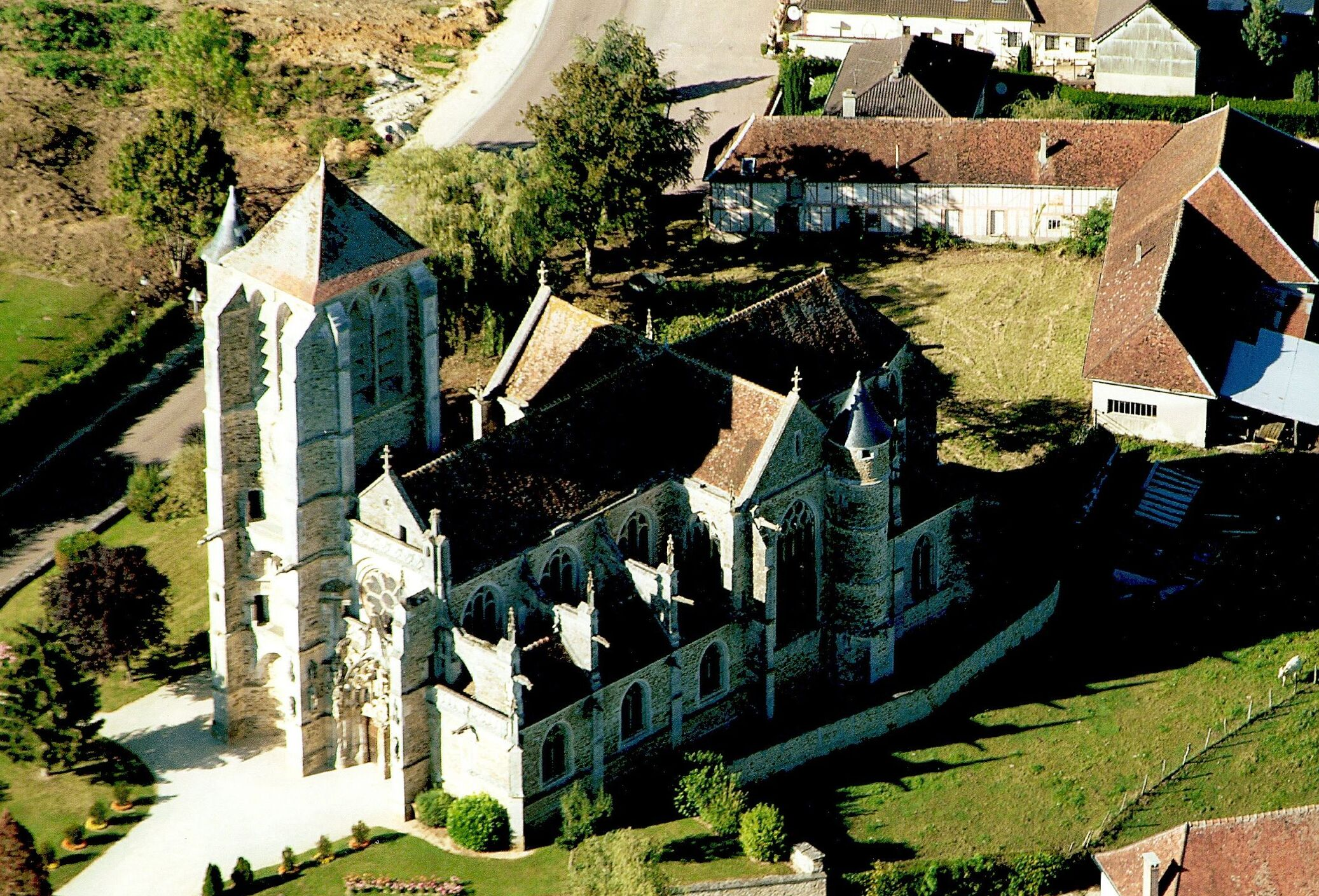
Kerk in Rumilly
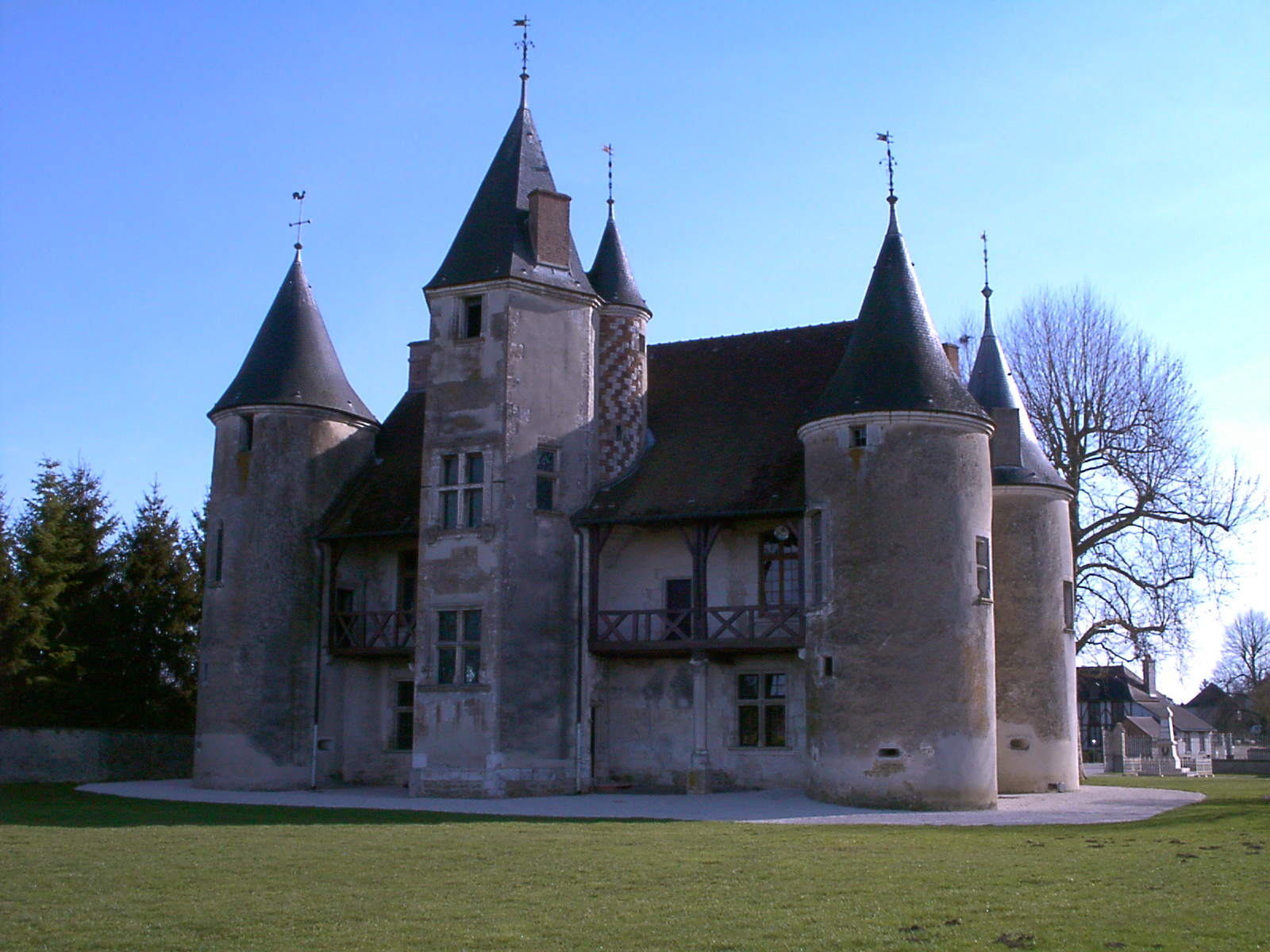
Landhuis in Rumilly

## Geografie
De oppervlakte van Rumilly-lès-Vaudes bedraagt 43,2 km², de bevolkingsdichtheid is 10,8 inwoners per km².
De onderstaande kaart toont de ligging van Rumilly-lès-Vaudes met de belangrijkste infrastructuur en aangrenzende gemeenten.

## Demografie
Onderstaande figuur toont het verloop van het inwonertal (bron: INSEE-tellingen).

Vanwege een beveiligingsprobleem met de MediaWiki Graph-software is het momenteel niet mogelijk deze grafiek weer te geven. Zodra de software is bijgewerkt zal de grafiek vanzelf weer zichtbaar worden.